# Euphorbia undulatifolia
Euphorbia undulatifolia är en törelväxtart som beskrevs av Johannes Albertus Janse. Euphorbia undulatifolia ingår i släktet törlar, och familjen törelväxter. Inga underarter finns listade i Catalogue of Life.